# 1967年の東映フライヤーズ
1967年の東映フライヤーズ（1967ねんのとうえいフライヤーズ）では、1967年の東映フライヤーズの動向をまとめる。
この年の東映フライヤーズは、水原茂監督の7年目のシーズンである。

## 概要
水原監督7年目の1967年は序盤から勝率5割前後を維持し、前年3連覇の南海が開幕ダッシュに失敗したことから、首位の阪急・西鉄に次ぐ3位でスタート。5月以降はルーキー大下剛史やこの年レギュラー定着の白仁天、若手投手陣二枚看板の森安敏明や田中調に加え、救援投手の宮崎昭二らの活躍もあり、一時は2位に浮上した。しかし、6月に入ると首位独走の阪急とはゲーム差が広がり、終盤まで西鉄や南海とのAクラス争いが続いた。
打線は張本勲が1961年以来の首位打者を取り、レギュラーに定着した大杉勝男、大下、白の好調はあったが、毒島章一らベテラン野手が軒並み不調で、全体としては平凡な成績に終わった。投手陣では1962年優勝の立役者だった土橋正幸、尾崎行雄、嵯峨健四郎などが不調に陥ったが、森安や田中らがカバーする形になった。
最後は貯金もなくなり、優勝の阪急に10ゲームつけられてシーズンを終えた。シーズン終了後、1965年に入団し、代打でも活躍した坂崎一彦や初優勝時のエース・土橋正幸が引退。坂崎は実業家に転身し、土橋は翌年から二軍投手コーチに就任した（土橋がつけていた背番号21はこの年のドラフト3位で指名され、1968年オフに入団した高橋直樹へ受け継がれた）。加えて、後に西鉄で黒い霧事件の主役となる永易将之が自由契約となり、嵯峨も巨人にトレードされた。また、オフには水原監督が勇退し、チーム生え抜きの大下弘が新監督に就任した。

## チーム成績

### レギュラーシーズン
| 1 | 中 | 白仁天   |
| 2 | 遊 | 大下剛史 |
| 3 | 右 | 毒島章一 |
| 4 | 左 | 張本勲   |
| 5 | 一 | 大杉勝男 |
| 6 | 二 | 青野修三 |
| 7 | 捕 | 種茂雅之 |
| 8 | 三 | 佐野嘉幸 |
| 9 | 投 | 森安敏明 |

| 順位 | 4月終了時 | 4月終了時 | 5月終了時 | 5月終了時 | 6月終了時 | 6月終了時 | 7月終了時 | 7月終了時 | 8月終了時 | 8月終了時 | 9月終了時 | 9月終了時 | 最終成績 | 最終成績 |
| ---- | --------- | --------- | --------- | --------- | --------- | --------- | --------- | --------- | --------- | --------- | --------- | --------- | -------- | -------- |
| 1位  | 阪急      | --        | 阪急      | --        | 阪急      | --        | 阪急      | --        | 阪急      | --        | 阪急      | --        | 阪急     | --       |
| 2位  | 西鉄      | --        | 西鉄      | 1.5       | 東映      | 5.5       | 東映      | 6.5       | 東映      | 11.0      | 東映      | 9.5       | 西鉄     | 9.0      |
| 3位  | 東映      | 3.0       | 東映      | 3.0       | 西鉄      | 8.0       | 南海      | 9.0       | 南海      | 11.0      | 西鉄      | 11.0      | 東映     | 10.0     |
| 4位  | 南海      | 3.5       | 近鉄      | 5.0       | 南海      | 9.0       | 西鉄      | 9.0       | 東京      | 12.0      | 南海      | 12.0      | 南海     | 11.0     |
| 5位  | 近鉄      | 3.5       | 東京      | 5.5       | 東京      | 10.5      | 東京      | 9.5       | 西鉄      | 12.5      | 東京      | 15.0      | 東京     | 14,0     |
| 6位  | 東京      | 5.0       | 南海      | 6.0       | 近鉄      | 12.0      | 近鉄      | 14.0      | 近鉄      | 19.5      | 近鉄      | 18.5      | 近鉄     | 16.0     |

| 順位 | 球団             | 勝 | 敗 | 分 | 勝率 | 差   |
| 1位  | 阪急ブレーブス   | 75 | 55 | 4  | .577 | 優勝 |
| 2位  | 西鉄ライオンズ   | 66 | 64 | 10 | .508 | 9.0  |
| 3位  | 東映フライヤーズ | 65 | 65 | 4  | .500 | 10.0 |
| 4位  | 南海ホークス     | 64 | 66 | 3  | .492 | 11.0 |
| 5位  | 東京オリオンズ   | 61 | 69 | 7  | .469 | 14.0 |
| 6位  | 近鉄バファローズ | 59 | 71 | 2  | .454 | 16.0 |

## オールスターゲーム1967
| コーチ     | 水原茂   |          |        |
| ファン投票 | 大杉勝男 | 大下剛史 | 張本勲 |
| 監督推薦   | 森安敏明 | 田中調   | 白仁天 |

## できごと
- 東急時代から歌詞に最小限の改訂を加えて使用されていた球団歌「東映フライヤーズの歌」（作詞：藤浦洸、作曲：古関裕而）の旋律が作曲者の古関自身により大幅に改定される（改訂版の発表時期は不明だが楽譜には「42・7・9改訂」とあり、1967年の夏から秋の間に発表されたとみられる）[2]。
- 7月19日 - 白仁天、近鉄バファローズ戦で逆転サヨナラ3ラン本塁打を打つが、前の走者・吉田正昭を抜いてしまいアウト。おまけに試合は延長の末敗れる。なお吉田はこの事件をきっかけに、この年限りで整理されてしまった。

## 表彰選手
| リーグ・リーダー | リーグ・リーダー | リーグ・リーダー | リーグ・リーダー |
| 選手名           | タイトル         | 成績             | 回数             |
| ---------------- | ---------------- | ---------------- | ---------------- |
| 高橋善正         | 新人王           |                  |                  |
| 張本勲           | 首位打者         | .336             | 6年ぶり2度目     |
| 張本勲           | 最高出塁率       | .439             | 3年ぶり3度目     |

| ベストナイン | ベストナイン | ベストナイン |
| 選手名       | ポジション   | 回数         |
| ------------ | ------------ | ------------ |
| 大杉勝男     | 一塁手       | 初受賞       |
| 大下剛史     | 遊撃手       | 初受賞       |
| 張本勲       | 外野手       | 8年連続8度目 |

## ドラフト
| 順位 | 選手名     | 守備位置 | 所属             | 結果                               |
| ---- | ---------- | -------- | ---------------- | ---------------------------------- |
| 1位  | 吉田誠     | 外野手   | 埼玉・大宮高     | 入団                               |
| 2位  | 二宮忠士   | 内野手   | 東芝             | 入団                               |
| 3位  | 高橋直樹   | 投手     | 早稲田大学       | 日本鋼管入社・翌年シーズン中に入団 |
| 4位  | 水野明     | 投手     | 岐阜・中津商業高 | 拒否・北海道拓殖銀行入行           |
| 5位  | 石井輝比古 | 投手     | 福岡第一高       | 入団                               |
| 6位  | 末永吉幸   | 内野手   | 鹿児島鉄道管理局 | 入団                               |
| 7位  | 後原富     | 外野手   | 駒澤大学         | 入団                               |
| 8位  | 田中達生   | 捕手     | 電電九州         | 拒否                               |
| 9位  | 川崎義通   | 投手     | 電電九州         | 入団                               |
| 10位 | 井上正晴   | 内野手   | 福岡第一高       | 入団                               |
| 11位 | 横山正彦   | 投手     | 日本楽器         | 拒否                               |